# Bulgarische Eishockeyliga 2001/02
Die Saison 2001/02 war die 50. Spielzeit der bulgarischen Eishockeyliga, der höchsten bulgarischen Eishockeyspielklasse. Meister wurde zum insgesamt 14. Mal in der Vereinsgeschichte der HK Slawia Sofia.

## Modus
In der Hauptrunde absolvierte jede der fünf Mannschaften insgesamt 20 Spiele. Die beiden Erstplatzierten der Hauptrunde qualifizierten sich für das Meisterschaftsfinale. Für einen Sieg erhielt jede Mannschaft zwei Punkte, bei einem Unentschieden gab es einen Punkt und bei einer Niederlage null Punkte.

## Hauptrunde
|    | Klub                | Sp | S  | U | N  | Tore    | Punkte |
| -- | ------------------- | -- | -- | - | -- | ------- | ------ |
| 1. | HK Slawia Sofia     | 20 | 19 | 1 | 0  | 241:67  | 39     |
| 2. | HK Lewski Sofia     | 20 | 14 | 1 | 5  | 169:53  | 29     |
| 3. | HK ZSKA Sofia       | 20 | 8  | 2 | 10 | 108:102 | 18     |
| 4. | HK Metallurg Pernik | 20 | 3  | 3 | 14 | 55:214  | 9      |
| 5. | Akademik Sofia      | 20 | 2  | 1 | 17 | 68:205  | 5      |

Sp = Spiele, S = Siege, U = unentschieden, N = Niederlagen, OTS = Overtime-Siege, OTN = Overtime-Niederlage, SOS = Penalty-Siege, SON = Penalty-Niederlage

## Finale
- HK Slawia Sofia – HK Lewski Sofia 2:1 (0:5 Wertung, 2:1, 5:4)